# بولشوی خالوی
بولشوی خالوی (به لاتین: Bolshoy Khaluy) یک منطقهٔ مسکونی در روسیه است که در استان آرخانگلسک واقع شده‌است.